# Velká Bučina
Velká Bučina (Duits: Großbutschin of Groß Butschin) is een Tsjechische plaats in de gemeente Velvary in de regio Midden-Bohemen en maakt deel uit van het district Kladno. Het dorp ligt op ongeveer 1,5 km afstand van Velvary.
Velká Bučina telt 220 inwoners (2021).

## Geografie
Velká Bučina ligt aan de voet van de heuvel bij Velvary die de gemeente van Nelahozeves en Kralupy nad Vltavou scheidt.

## Geschiedenis
De eerste schriftelijke vermelding van het dorp dateert van 1357.
Sinds 1960 is Velká Bučina onderdeel van de gemeente Velvary.

## Sport

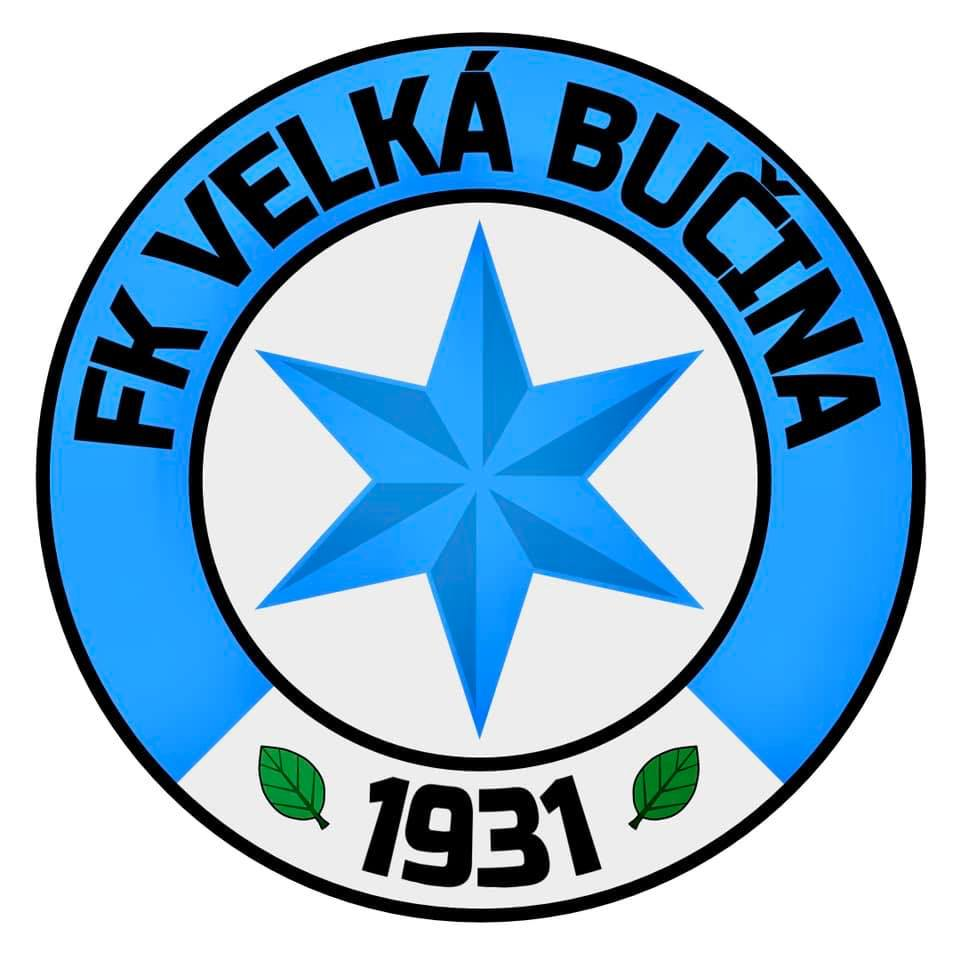
Logo van FK Velká Bučina

In 1931 werd voetbalteam SK Velká Bučina opgericht, dat met tussenpozen actief was tot 1950. Het team speelde in lichtblauwe tenues met een witte streep op de borst, witte broeken en zwarte sokken. Het piekjaar van SK Velká Bučina was het seizoen 1947–1948, toen het team gepromoveerd werd van de derde naar de tweede klasse en tegen TJ Sazená uit Sazená speelde. Bučina won de wedstrijd op eigen veld (3–2), maar Sazená stootte uiteindelijk door naar de finale, samen met de teams uit Uhy, Hleďsebe, Spomyšl, Ledčice, Olovnice, Slatina, Neuměřice, Všestudy en Chvatěruby.
In 1949 werd de club gedwongen zich aan te sluiten bij de Sokol-sportbond, waarna de naam werd gewijzigd in Sokol Velká Bučina. Onder de nieuwe naam werd nog één seizoen gespeeld.
In 2009 werd voetbalclub FK Velká Bučina opgericht, dat in de Praagse Hanspaulskáliga speelt. De clubnaam verwijst naar die van de oorspronkelijke club.

## Verkeer en vervoer

### Autowegen
Weg II/240 loopt langs Velká Bučina en verbindt de plaats met Kralupy nad Vltavou, Velvary en Roudnice nad Labem.

### Spoorlijnen
Station Velká Bučina ligt aan spoorlijn 111 Kralupy nad Vltavou - Velvary. De lijn is enkelsporig en van regionaal belang. 

### Buslijnen
Er halteert geen bus in het dorp.

## Bezienswaardigheden

### Dorpskapel
De kapel in het dorp, van de hand van een onbekend bouwmeester, dateert van 1863 en is gewijd aan de heilige Cyril en Methodius. Het is een rechthoekig gebouw met een open klok in de gevel. Op de gevel aan weerszijden van de ingang bevinden zich twee gedenkplaten uit 1928, ter nagedachtenis aan twintig inwoners die om het leven kwamen tijdens de Eerste Wereldoorlog. 
De kapel werd in 2008 gerenoveerd.

## Galerij

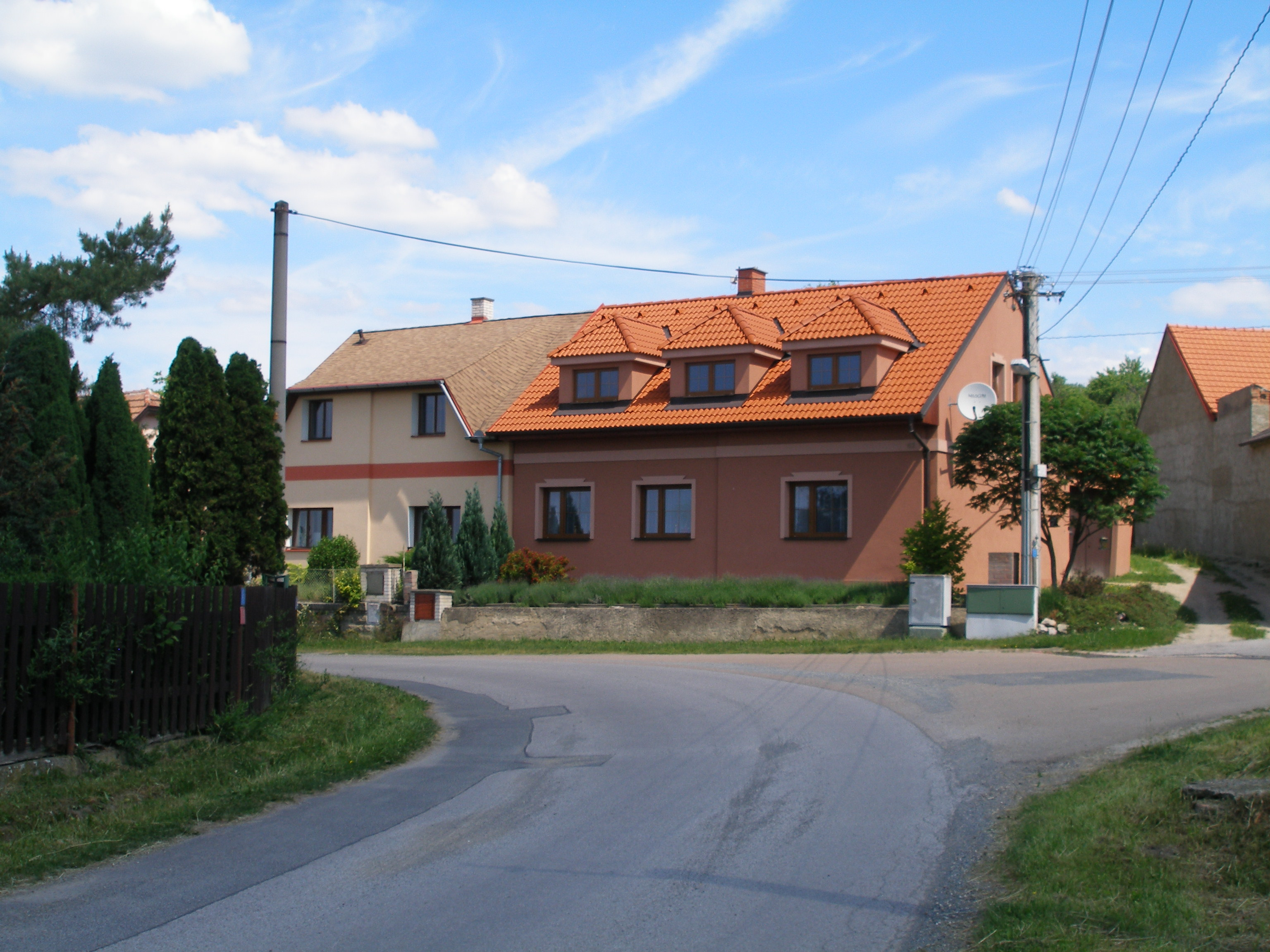
Huis in het dorp
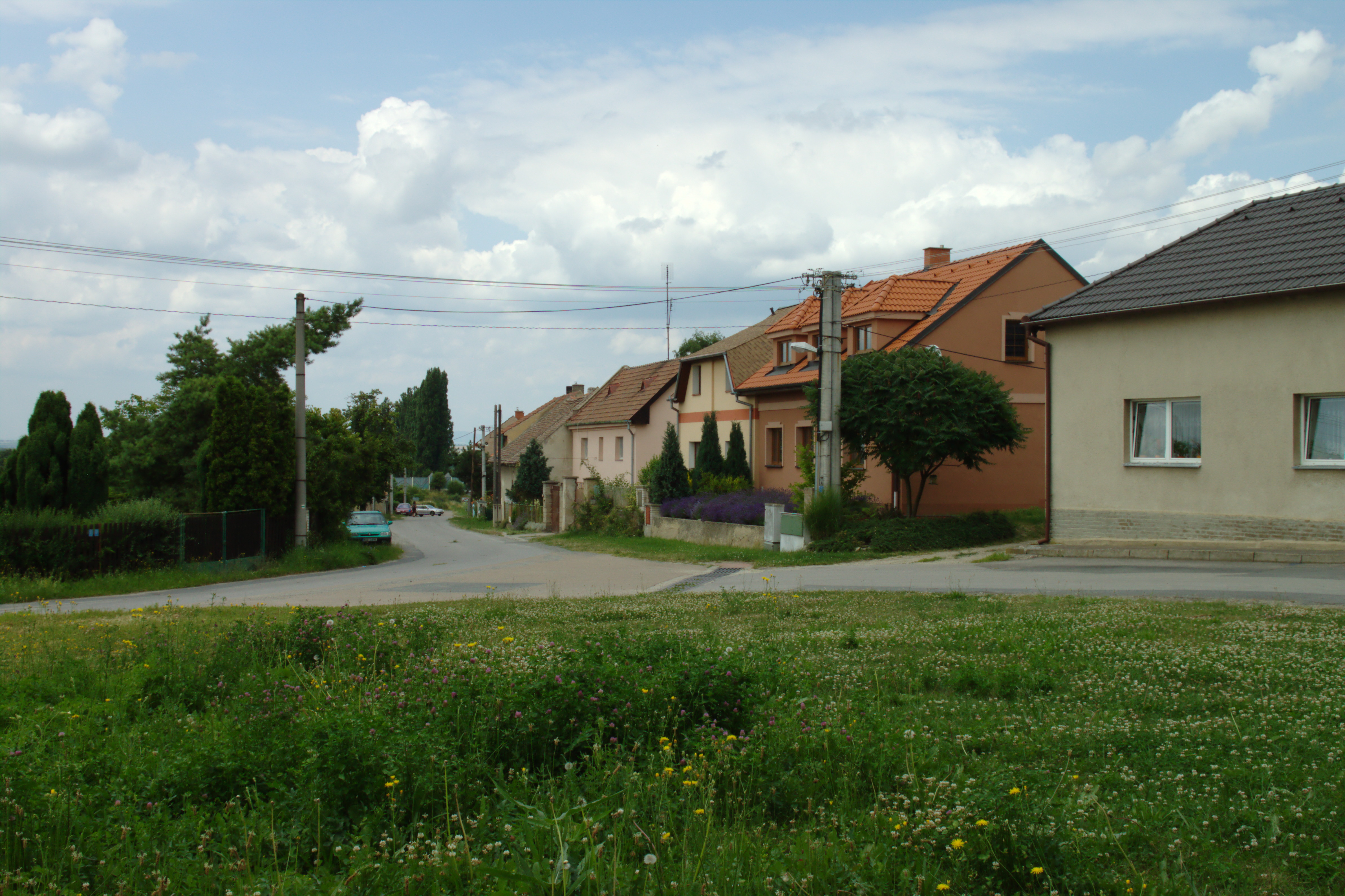
Huizen in het dorp
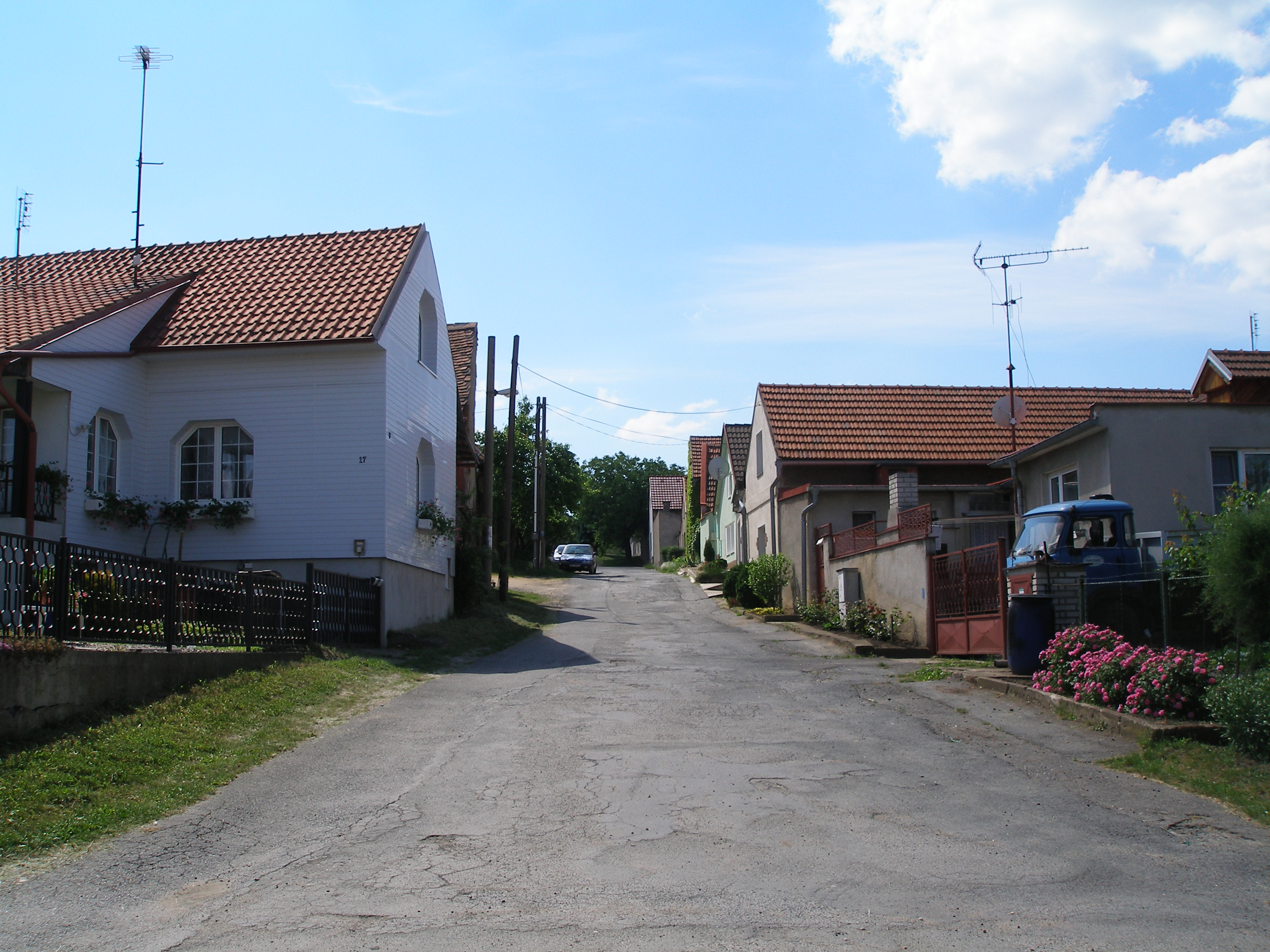
Heuvelachtige weg in het dorp
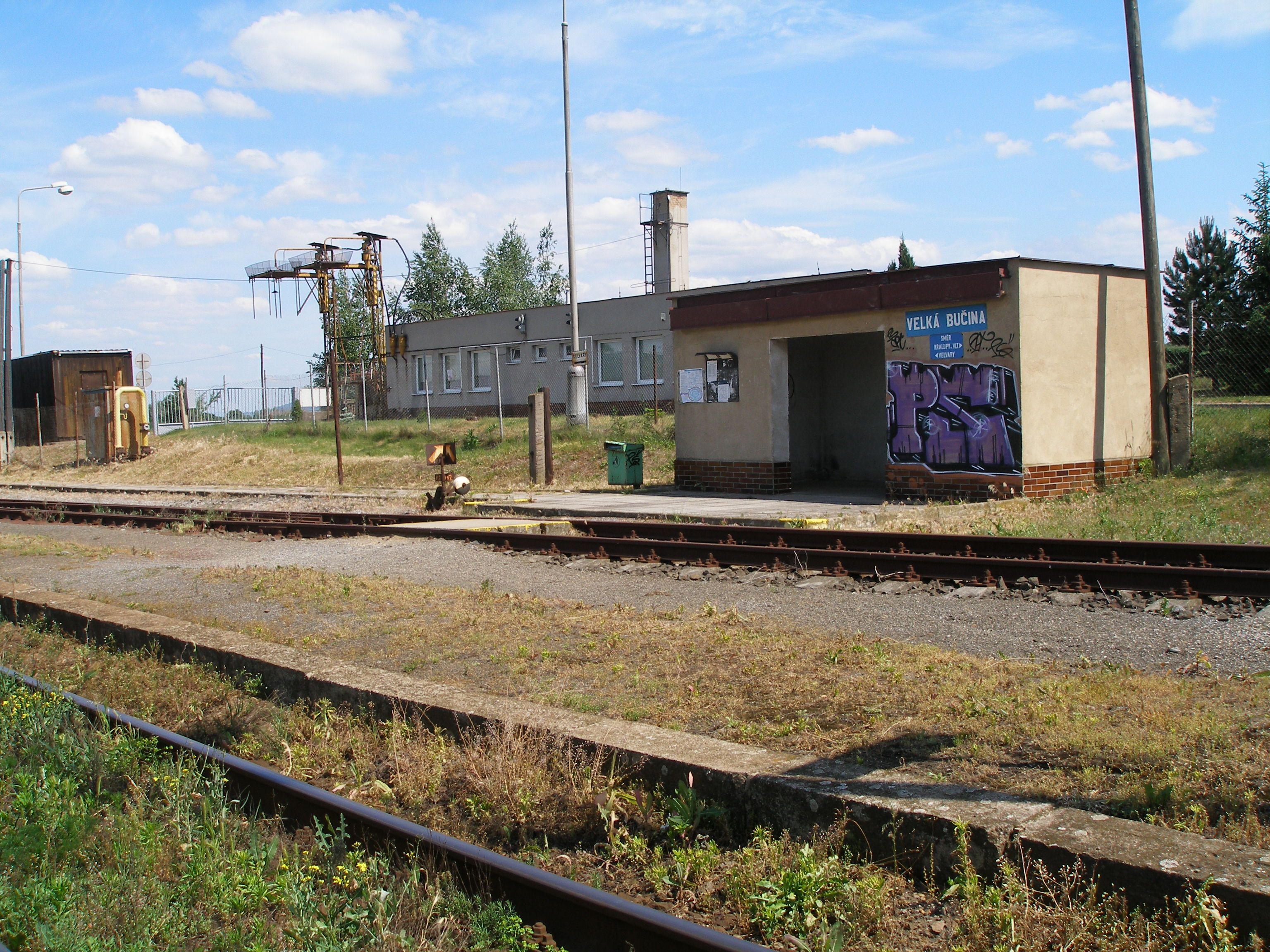
Station Velká Bučina (2012)